# 最小存続可能個体数
最小存続可能個体数（さいしょうそんぞくかのうこたいすう、英語: Minimum Viable Population、MVP）は、群集生態学や保全生態学で用いられる用語で、個体群が長期間存続するために必要な最低限の個体数である。より正確に言うと、天災や環境変動などによって個体数が変動しても、個体群が絶滅することなく長期間存続できる最小の個体数を、最小存続可能個体数という。主に動物について用いる用語である。
また、類似した用語に有効個体数（Effective population size）がある。

## 最小存続可能個体数の推定
最小存続可能個体数は種によって異なるが、普通、100 - 1000年後の個体群の生存確率が90 - 95％である個体数を最小存続可能個体数とする。具体的に最小存続可能個体数を推算する際には、人口統計学的なデータや環境情報を用いて、存続可能性分析（PVA）を行うのが普通である。存続可能性分析で数千回のシミュレーションを行い、最小存続可能個体数を推定する。
たとえば、50頭のパンダの個体群について存続可能性分析を行ったさいに、100年後までに30％の確率で絶滅すると推定されたとする。ここで考慮される絶滅の要因としては、近交弱勢や環境変動などが考えられる（一般に個体数が減少すると、アリー効果がなくなるため、少しの個体数の変動が起きただけでも絶滅しやすくなる）。
一方、60頭のパンダの個体群について同様の分析を行うと、100年後の絶滅確率が4％であると推定されたとする。つまり、100年後の存続確率は95％を越えているので、このパンダ個体群の最小存続可能個体数は、50頭から60頭のあいだにあると考えられる。
ただし個体群や種のデータが少ないと、大まかな推定値しか算出出来ない。より正確な最小存続可能個体数を推定するためには、さらに詳細な調査が必要となる。例えばビッグホーンの最小存続可能個体数は100頭とされているが、その値を示すために50年もの研究が行われた。

## 最小存続可能個体数と絶滅

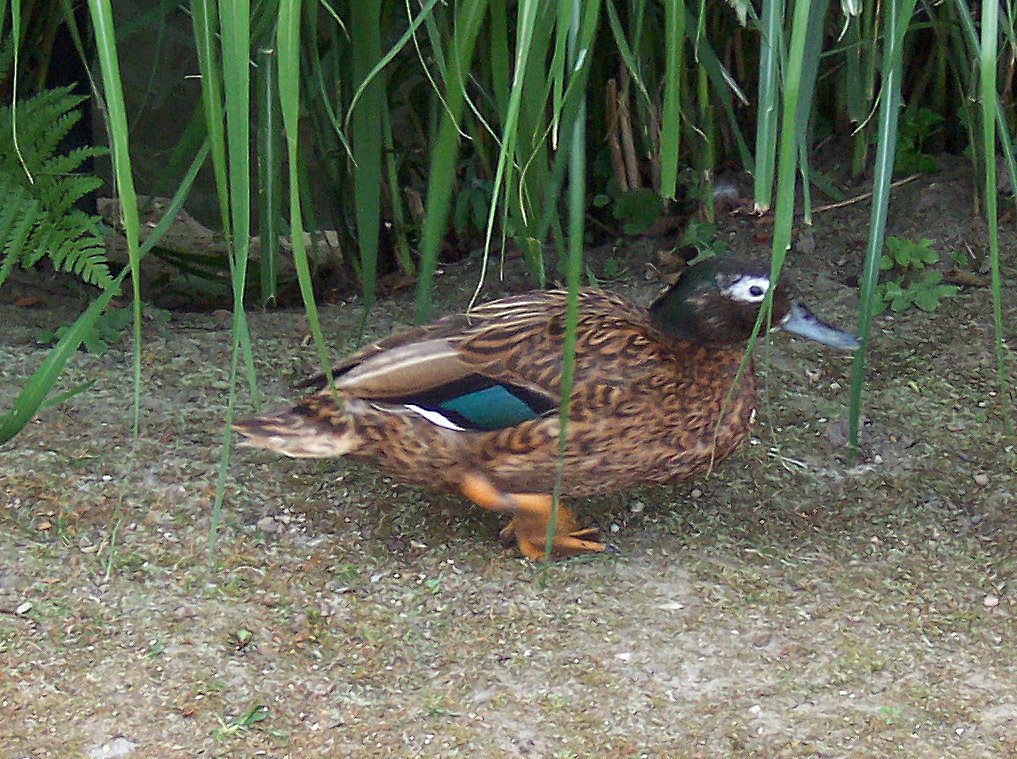
1912年に有効個体数が約7個体になったレイサンマガモ。

最小存続可能個体数は、人間の影響による存続確率の変化を考慮に入れていない。そのため、人の手を加えた捕獲、保護、外部からの個体の移入などによって、個体群の個体数を最小存続可能個体数以上に引き上げることも可能である。
当然、最小存続可能個体数を推定する手法である存続可能性分析の妥当性についても議論されているが、重要なのは存続可能性分析による推定値の正確性ではなく、その分析によって種を保護するための最低限の努力目標となる最小存続可能個体数を示すことができるということである。
特に島嶼などにおいて、ボトルネック効果を受けた個体群やr戦略（小卵多産戦略）をとる個体群は、通常より最小存続可能個体数が小さい傾向にある。逆に、広大な生息地をもつK戦略者（大卵少産戦略）は、容易に近交弱勢の影響を受けるため、最小存続可能個体数が大きくなることが多い。陸上の脊椎動物について言えば、近交弱勢や遺伝的多様性を考慮しない場合、最小存続可能個体数は平均500 - 1000個体といわれる。また、それらの影響を加味した場合は、最小存続可能個体数は1000以上になると考えられる。

## 関連用語
- ダンバー数
- 個体群生態学
- 個体群ダイナミクス
- 有効個体数